# Polo aquático nos Jogos Pan-Americanos de 1999
As competições de polo aquático nos Jogos Pan-Americanos de 1999 em Winnipeg, Canadá, foram realizadas de 23 de julho a 30 de julho de 1999, em Winnipeg, Canadá.

## Masculino

### Times
| GRUPO A - ARG Argentina - BRA Brasil - CAN Canadá - PUR Porto Rico | GRUPO B - COL Colômbia - CUB Cuba - MEX México - USA Estados Unidos |

### Fase preliminar

#### GRUPO A
|    | Time           | Pontos | J | V | E | D | GP | GC | SG |
| -- | -------------- | ------ | - | - | - | - | -- | -- | -- |
| 1. | CAN Canadá     | 6      | 3 | 3 | 0 | 0 | 29 | 22 | +7 |
| 2. | BRA Brasil     | 4      | 3 | 2 | 0 | 1 | 22 | 16 | +6 |
| 3. | PUR Porto Rico | 2      | 3 | 1 | 0 | 2 | 22 | 30 | –8 |
| 4. | ARG Argentina  | 0      | 3 | 0 | 0 | 3 | 20 | 25 | –5 |

- 23 de julho de 1999

| CAN Canadá     | 6 – 3 | BRA Brasil    |
| PUR Porto Rico | 8 – 5 | ARG Argentina |

- 24 de julho de 1999

| BRA Brasil | 12 – 4 | PUR Porto Rico |
| CAN Canadá | 10 – 9 | ARG Argentina  |

- 25 de julho de 1999

| BRA Brasil | 7 – 6   | ARG Argentina  |
| CAN Canadá | 13 – 10 | PUR Porto Rico |

#### GRUPO B
|    | Time               | Pontos | J | V | E | D | GP | GC | SG  |
| -- | ------------------ | ------ | - | - | - | - | -- | -- | --- |
| 1. | USA Estados Unidos | 6      | 3 | 3 | 0 | 0 | 44 | 6  | +38 |
| 2. | CUB Cuba           | 4      | 3 | 2 | 0 | 1 | 27 | 15 | +12 |
| 3. | COL Colômbia       | 2      | 3 | 1 | 0 | 2 | 18 | 36 | –18 |
| 4. | MEX México         | 0      | 3 | 0 | 0 | 3 | 11 | 43 | –32 |

- 23 de julho de 1999

| COL Colômbia | 0 – 18 | USA Estados Unidos |
| CUB Cuba     | 11 – 3 | MEX México         |

- 24 de julho de 1999

| COL Colômbia | 12 – 6 | MEX México         |
| CUB Cuba     | 4 – 6  | USA Estados Unidos |

- 25 de julho de 1999

| MEX México | 2 – 20 | USA Estados Unidos |
| CUB Cuba   | 12 – 6 | COL Colômbia       |

### Fase final
- 27 de julho de 1999

| PUR Porto Rico | 6 – 4 | MEX México    |
| COL Colômbia   | 9 – 7 | ARG Argentina |

- 28 de julho de 1999

| CAN Canadá         | 5 – 8 | CUB Cuba   |
| USA Estados Unidos | 7 – 3 | BRA Brasil |

- 29 de julho de 1999 — Sétimo lugar

| ARG Argentina | 7 – 3 | MEX México |

- 29 de julho de 1999 — Quinto lugar

| {COL Colômbia | 9 – 7 | PUR Porto Rico |

- 30 de julho de 1999 — Disputa do bronze

| CAN Canadá | 10 – 8 | BRA Brasil |

- 30 de julho de 1999 — Disputa do ouro

| USA Estados Unidos | 11 – 7 | CUB Cuba |

### Classificação final
| \| RANK \| TIME \| \| ---- \| ------------------ \| \| \| USA Estados Unidos \| \| \| CUB Cuba \| \| \| CAN Canadá \| \| 4. \| BRA Brasil \| \| 5. \| COL Colômbia \| \| 6. \| PUR Porto Rico \| \| 7. \| ARG Argentina \| \| 8. \| MEX México \| |                    |
| RANK | TIME               |
| | USA Estados Unidos |
| | CUB Cuba           |
| | CAN Canadá         |
| 4. | BRA Brasil         |
| 5. | COL Colômbia       |
| 6. | PUR Porto Rico     |
| 7. | ARG Argentina      |
| 8. | MEX México         |

## Feminino

### Fase preliminar
|    | Time               | Pontos | J | V | E | D | GP | GC | SG  |
| -- | ------------------ | ------ | - | - | - | - | -- | -- | --- |
| 1. | CAN Canadá         | 8      | 4 | 4 | 0 | 0 | 58 | 18 | +40 |
| 2. | {BRA Brasil        | 6      | 4 | 3 | 0 | 1 | 41 | 23 | +18 |
| 3. | USA Estados Unidos | 4      | 4 | 2 | 0 | 2 | 39 | 13 | +26 |
| 4. | CUB Cuba           | 2      | 4 | 1 | 0 | 3 | 18 | 34 | –16 |
| 5. | PUR Porto Rico     | 0      | 4 | 0 | 0 | 4 | 5  | 63 | –58 |

- 23 de julho de 1999

| CUB Cuba       | 4 – 7  | BRA Brasil         |
| PUR Porto Rico | 2 – 16 | USA Estados Unidos |

- 24 de julho de 1999

| BRA Brasil | 8 – 6  | USA Estados Unidos |
| CAN Canadá | 15 – 4 | CUB Cuba           |

- 25 de julho de 1999

| BRA Brasil | 20 – 0 | PUR Porto Rico     |
| CAN Canadá | 8 – 7  | USA Estados Unidos |

- 26 de julho de 1999

| CAN Canadá         | 22 – 1 | PUR Porto Rico |
| USA Estados Unidos | 10 – 5 | CUB Cuba       |

- 27 de julho de 1999

| PUR Porto Rico | 2 – 5  | CUB Cuba   |
| CAN Canadá     | 13 – 6 | BRA Brasil |

### Semifinais
- 28 de julho de 1999

| CAN Canadá         | 13 – 2      | CUB Cuba   |
| USA Estados Unidos | 6 – 5 [aet] | BRA Brasil |

### Disputa do bronze
- 30 de julho de 1999

| BRA Brasil | 9 – 4 | CUB Cuba |

### Disputa do ouro
- 30 de julho de 1999

| CAN Canadá | 8 – 6 | USA Estados Unidos |

### Classificação final
| \| RANK \| TEAM \| \| ---- \| ------------------ \| \| \| CAN Canadá \| \| \| USA Estados Unidos \| \| \| BRA Brasil \| \| 4. \| CUB Cuba \| \| 5. \| PUR Porto Rico \| |                    |
| RANK | TEAM               |
| | CAN Canadá         |
| | USA Estados Unidos |
| | BRA Brasil         |
| 4. | CUB Cuba           |
| 5. | PUR Porto Rico     |